# Coturnix
Coturnix, conhecida como codorna no Brasil, é um género de aves pertencente à família Phasianidae.

## Espécies
- Coturnix coromandelica
- Coturnix delegorguei − Codorniz-arlequim
- Coturnix coturnix − Codorniz-comum
- Coturnix japonica − Codorniz-japonesa
- †Coturnix novaezelandiae − Codorniz-da-Nova-Zelândia ou Koreke (extinta)
- Coturnix pectoralis − Codorniz-dos-restolhos

## Espécies fósseis
- †Coturnix gomerae
- †Coturnix alabrevis
- †Coturnix centensis
- †Coturnix lignorum